# Sítio arqueológico de Abóbora
O Sítio arqueológico de Abóbora consiste numa área onde foram descobertos vestígios de ocupação da Idade do Ferro e da época medieval, na freguesia de Luzianes-Gare, no Município de Odemira, na região do Alentejo, em Portugal.

## Descrição e história
Está dividido em dois monumentos, uma necrópole da primeira Idade do Ferro, e um povoado que foi habitado igualmente durante a primeira Idade do Ferro, e depois durante a Idade Média. Os dois sítios foram alvo de trabalhos arqueológicos em 1999, no âmbito do programa de Levantamento Arqueológico do Concelho de Odemira.
A necrópole está muito danificada e poderá ter sido destruída, e era composta por lajes de xisto em tons azuis, cujas dimensões alcançam até 80 x 60 x 10 cm. Situa-se a cerca de 5 a 10 m de um curral circular em pedra, no sentido poente, nos limites da área de eucaliptal. No local também foram recolhidos alguns fragmentos de peças de cerâmica, de fabrico manual, utilizando pastas micácias em tons escuros, e uma conta em pasta vítrea, decorada a branco e com furo para um fio.
No segundo sítio, ao longo da vertente Sudoeste da elevação, foi encontrado um vasto conjunto de vestígios, como pedras e lajes em xisto e grauvaque, e alguns taludes artificiais de forma sensivelmente oval, constituindo um possível núcleo habitacional. Em termos de espólio, encontram-se restos de telhas, um movente de uma mó de vaivém, e fragmentos de peças de cerâmica em pastas de tons negros e alaranjados, que foram fabricadas de forma manual ou com recurso a torno.